# Arizpe
Arizpe é um município do estado de Sonora, no México.